# Sân bay Aweil
Sân bay Aweil là một sân bay ở thành phố Aweil, thuộc bang Bắc Bahr el Ghazal, Nam Sudan.

## Vị trí
Sân bay Aweil nằm gần biên giới với Cộng hòa Sudan và khu vực Abyei.
Vị trí này cách Sân bay quốc tế Juba khoảng 640 km (400 mi) về phía tây bắc. Sân bay Aweil nằm ở độ cao 425 mét (1.394 ft) trên mực nước biển. Nó có một đường băng không trải nhựa với chiều dài ước tính là 2.000 mét (6.600 ft).

## Hãng hàng không và điểm đến
| Hãng hàng không        | Các điểm đến            |
| ---------------------- | ----------------------- |
| Golden Wings Aviation  | Juba                    |
| Southern Star Airlines | Juba (cho đến năm 2012) |